# 發現碑
發現碑（葡萄牙語：Padrão），葡萄牙航海家在每一處停留地方立為紀念的石碑。
石碑的頂部通常刻有葡萄牙盾和一個十字架。後來葡萄牙模仿發現碑的設計，在與這些航海家有關的地方豎立紀念石碑，以紀念他們的功績。

## 澳門

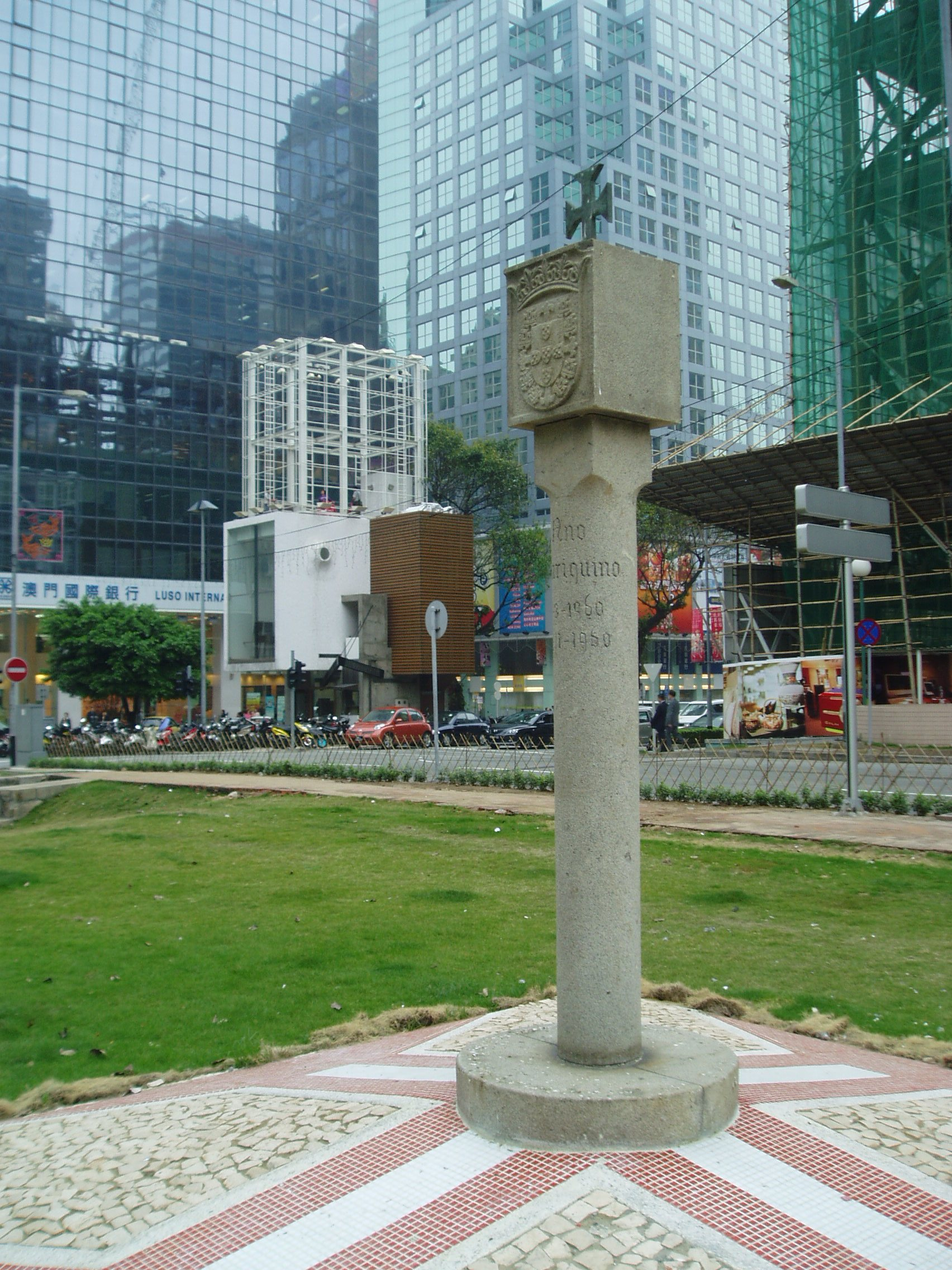
殷皇子逝世500周年紀念石碑。

目前也有一個類似的石碑，是在1960年紀念殷皇子逝世500周年時豎立的。豎立於殷皇子國立中學舊址，即今友誼廣場對出空地。後來到校舍清拆時，石碑被移至蘇亞利斯博士大馬路(即中國銀行澳門分行大廈側面、華榕大廈後面)。但是，該處由於較為隱蔽，不易被途人和遊客發現，而且周圍也停放不少電單車，失去了歷史紀念碑應有的莊嚴性。
2006年10月，澳門特區政府為配合該區的交通，因此進行道路整頓，並把該碑重新安放在區華利前地的歐維士像右側的一處空地，加以保存和突出該碑。